# Geografický ústav ČSAV
Geografický ústav Československé akademie věd byl od roku 1962 až do 30. dubna 1993 jedním z ústavů Československé akademie věd s centrem výzkumu v oblasti geografie se sídlem v Brně a pobočkou v Praze.

## Historie
Mapové sbírky vydával časopis Kartografický přehled. V roce 1953 byla mapová sbírka včleněna do ČSAV. Nejprve jako Kabinet kartografie, později byla včleněna do Geografického ústavu AV.
Z brněnského pracoviště se stalo Oddělení environmentální geografie Ústavu geoniky AV ČR,, pražská pobočka (tzv. slupská škola) přešla pod Geografickou sekci Přírodovědecké fakulty Univerzity Karlovy. Bratislavský sesterský ústav nadále existuje pod názvem Geografický ústav SAV.